# Споменик погинулим у рату 1990—1999. у Сомбору
Споменик палим борцима у ратовима 1990—1999. у Сомбору налази се у Парку хероја, у близини здања Жупаније, подигнут 2001. године.

## Положај и изглед
У Парку хероја, у близини здања Жупаније, према Стапарском путу, подигнут је споменик јунацима погинулим у рату 1990—1999, бранећи Југославију и своја огњишта из Бачке, Барање, Славоније, Лике, Далмације, Кордуна и Книна.
Композиција споменика се састоји од бронзане фигуре која је у стојећем положају и која представља мајку са свећом у руци. Фигура се налази на кружном постаменту, испод којег је седам радијалних бронзаних плоча на бетонској подлози. На њима су исписана имена 179 погинулих бораца. На постаменту ваљкастог облика налазе се бронзане плоче.
Споменик је дело новосадског вајара Милана Миливојевића.
Текст на споменику:
1990—1999.

Живот свој дали су бранећи Југославију и своја огњишта

Вечни споменик погинулим јунацима рата 1990—1999.

Удружење РВИ Сомбор, 8.11.2001.

Споменик подиже Живковић Слободан лета господњег 2003.